# Traci Abbott
Pour les articles homonymes, voir Abbott.
Traci Abbott (anciennement Romalotti, Carlton et Connelly) est un personnage de fiction du feuilleton télévisé Les Feux de l'amour. Elle est interprétée par Beth Maitland depuis 1982.

## Allées et venues
Traci Abbott devait originellement être un personnage apparaissant dans le feuilleton durant trois mois, l'actrice Beth Maitland a impressionné les producteurs et est restée sous contrat durant quatorze ans, de 1982 à 1996. Elle est revenue de nombreuses fois sous un statut de personnage récurrent, du 28 mai 2001 au 7 janvier 2002 et du 6 novembre 2002 au 26 décembre 2002.
Depuis, elle n'est revenue qu'en tant qu'invitée : le 1er mars 2006, les 18, 24 et 25 août 2006,, les 1, 2 et 7 mars 2007,, les 25 et 26 septembre 2007, le 13 août 2008, les 29 et 30 septembre 2008, du 14 au 20 novembre 2008,, le 26 décembre 2008, le 28 janvier 2009, les 6, 9 et 10 février 2009,. Elle est aussi revenue d'août à octobre 2009. Depuis 2010, elle est récurrente dans la série.
Elle apparaît brièvement dans un épisode d'Amour, Gloire et Beauté le 20 mars 2007.

## Biographie
Traci est la plus jeune fille du magnat des cosmétiques, John Abbott, et de sa première épouse, une entrepreneuse de cosmétiques tout aussi prospère, Dina Mergeron. Elle est la sœur de Jack Abbott, la demi-sœur maternelle d'Ashley Abbott et la demi-sœur paternelle de William Abbott. Traci avait une fille, Colleen Carlton. Ses filleuls sont Charlie et Mattie Ashby, les enfants de Lily Winters et Cane Ashby. Lily voulait que Traci soit la marraine de ses enfants pour honorer Colleen.
Elle est aussi la plus sensible et émotive des frères et sœurs. Pendant longtemps, elle s'est sentie peu sûre d'elle et jalouse de sa sœur, Ashley. À ce titre, elle souffrait d'une très faible estime de soi et aussi de boulimie. Traci et Jack ont une excellente relation en tant que frère et sœur. Chaque fois qu'elle avait des problèmes, elle se tournait généralement vers son père John ou son frère aîné Jack.

### Relation avec Danny
Au cours des années 1980, sa plus grande rivale était la chanteuse Lauren Fenmore, mais a depuis longtemps mis ces sentiments de côté et elle et Lauren sont quelque peu amicales l'une envers l'autre. Elle a été mariée deux fois à Brad Carlton et est la mère de leur fille Colleen Carlton. Son premier mari était Danny Romalotti. Après avoir découvert qu'elle était enceinte de Tim Sullivan, elle l'a trouvé au lit avec une autre femme. Désespérée, Traci a tenté de se suicider dans l'appartement de Danny. Après avoir entendu son histoire, Danny a proposé de l'épouser pour donner un nom à l'enfant.
Traci a ensuite fait une fausse couche et a divorcé de manière désintéressée de Danny. Elle a ensuite épousé Brad Carlton. Tout allait bien, jusqu'à ce que l'ex-femme de Brad revienne, kidnappe Brad et laisse un message à Traci indiquant qu'ils s'étaient enfuis ensemble. Brad et Traci ont divorcé, puis se sont réconciliés et se sont remariés lorsqu'elle est tombée enceinte de Colleen. Les deux divorceraient plus tard à nouveau. Elle a déménagé à New York avec son troisième mari, l'éditeur de livres Steve Connolly, et y a travaillé en tant qu'auteur à succès. En raison de ses fréquents voyages et de son travail, elle n'avait aucune idée de tous les conflits familiaux qui tourmentaient les Abbott.

### Allée venue
Traci est retournée à Genoa City le 18 août 2006 pour l'hospitalisation de son père qui pars la suite décédés, et est resté pour ses funérailles. Sa nature sensible et émotionnelle est toujours évidente, en particulier lors de la dispute fulgurante que Jack a eue avec la veuve de John, Gloria Abbott. Le choc était évident sur son visage lorsqu'elle entendit tous les conflits qui circulaient dans sa famille.
Elle est revenue à Genoa City le 1er mars 2007, Lorsque Colleen avait été blessée dans un incendie allumé par Jana Hawkes. Quelques semaines plus tard, elle a appelé sa sœur Ashley à Los Angeles. Elle est apparue à Genoa City en septembre 2007 pour apporter un soutien moral à son frère Jack alors qu'il tentait de faire face aux retombées d'un scandale de fraude.
Elle est revenue à Genoa City le 13 août 2008 pour assister à l'assemblée annuelle des actionnaires de Jabot Cosmetics après le scandale David Chow. Elle a dit à son ex-mari Brad qu'elle lui apporterait son soutien en tant que PDG de Jabot Cosmetics s'il pouvait obtenir suffisamment de voix. Cependant, une décision imprévisible de Jill Abbott a amené son fils Cane Ashby à devenir le nouveau PDG de Jabot Cosmetics, afin de redonner l'impression que Jabot Cosmetics est à nouveau une entreprise familiale. Traci a semblé assister aux funérailles de Brad, qui est mort en sauvant Noah Newman, lorsqu'il est tombé dans un lac gelé.
Des mois plus tard, Traci est revenu à Genoa City quand Victor Newman a blessé Colleen. Colleen est allée à la cabane Abbott pour un peu d'intimité et a fini par être enlevée par Patty Williams, et a fini par se noyer dans le même lac dans lequel Brad est mort. Elle a été mise sous respirateur artificiel et Traci accepte que le cœur de sa fille, en état de mort cérébral,lui soit transplanter, afin qu'une partie de sa fille continue de vivre en Victor.. Elle a ensuite quitté la ville pour échapper aux souvenirs.
Traci est brièvement revenue en avril 2010 pour réconforter Ashley en deuil, qui a dû abandonner "son" bébé, Faith, car un test ADN a montré que Faith n'était pas son vrai bébé.
En août 2010, Lily Winters a demandé à Traci d'être la marraine de ses jumeaux et elle a accepté en mémoire de Colleen.
En janvier 2012, Traci est reviens à Genoa City après que Jack ait été abattu et paralysé par Patty Williams, et elle a veillé avec Ashley et Nikki pendant l'opération de Jack. Traci est restée pour aider Jack, mais après avoir été capable de gérer les choses sans elle, Traci est retournée à New York. Cependant, après avoir appris que Jack et Phyllis s'étaient remis ensemble et que Phyllis avait emménagé avec lui, Traci est revenue pour un séjour prolongé à Manoir Abbott. Début 2013, Traci a fini par emménager avec Abby, lui avouant que depuis la mort de Colleen, elle et Steve s'étaient séparés et que son mariage était en difficulté. Plus tard, elle a admis la même chose à Jack. À la mi-juillet 2014, le divorce de Traci et Steve a été finalisé.
En 2019, Traci écrit un livre sur Cane Ashby.